# Mišična disformija
Mišična disformija (bigoreksija) je podtip obsesivne duševne motnje, pogosto povezane z motnjami hranjenja. Pri mišični disformiji, ki ji rečemo tudi »bigoreksija«, »megareksija« ali »obratna anoreksija«, gre za občutek nerealnega ali pretiranega prepričanja, da je posameznikovo telo preveč drobno, suho, vitko ali premalo mišičasto, čeprav je v večini primerov telesna konstitucija normalna oziroma primerna, lahko že tudi mišičasta. Mišična disformija oziroma bigoreksija prizadene moške, zlasti tiste, ki se ukvarjajo s športnimi aktivnostmi kjer je telesna konstitucija in teža pomemben tekmovalni faktor, posebej v primerih kadar gre za povečanje mišične mase ali optimalne definicije telesa. Posledično je cilj postati bolj mišičast ali vitkejši. Kaže se skozi pretirano oziroma prekomerno telesno vadbo, prestrog prehranski režim, uporabo prehranskih dodatkov, v nekateri primerih tudi uporabo anabolnih steroidov. Lahko so prisotne tudi druge težave, ki se navezujejo na samopodobo. 
```
Čeprav se pogosto povezuje z motnjami hranjenja kot so anoreksija nervosa, je mišično disformijo težko prepoznati, saj oseba, ki zboli za njo navzven še vedno vzbuja videz zdrave osebe. Težave z mišično disformijo se kažejo predvsem posredno kot na primer odsotnost iz šole, dela ali skozi premalo vključevanja v družabno življenje. V primerjavi z drugimi podobnimi motnjami je stopnja samomora izrazito visoka. Gre za motnjo, ki v pojavnosti narašča, kar je povezano predvsem z idealiziranjem moškega telesa v trenutni družbi.  
```